# Perruche de Derby
Psittacula derbiana
Espèce
Statut de conservation UICN

 NT  : Quasi menacé
Statut CITES

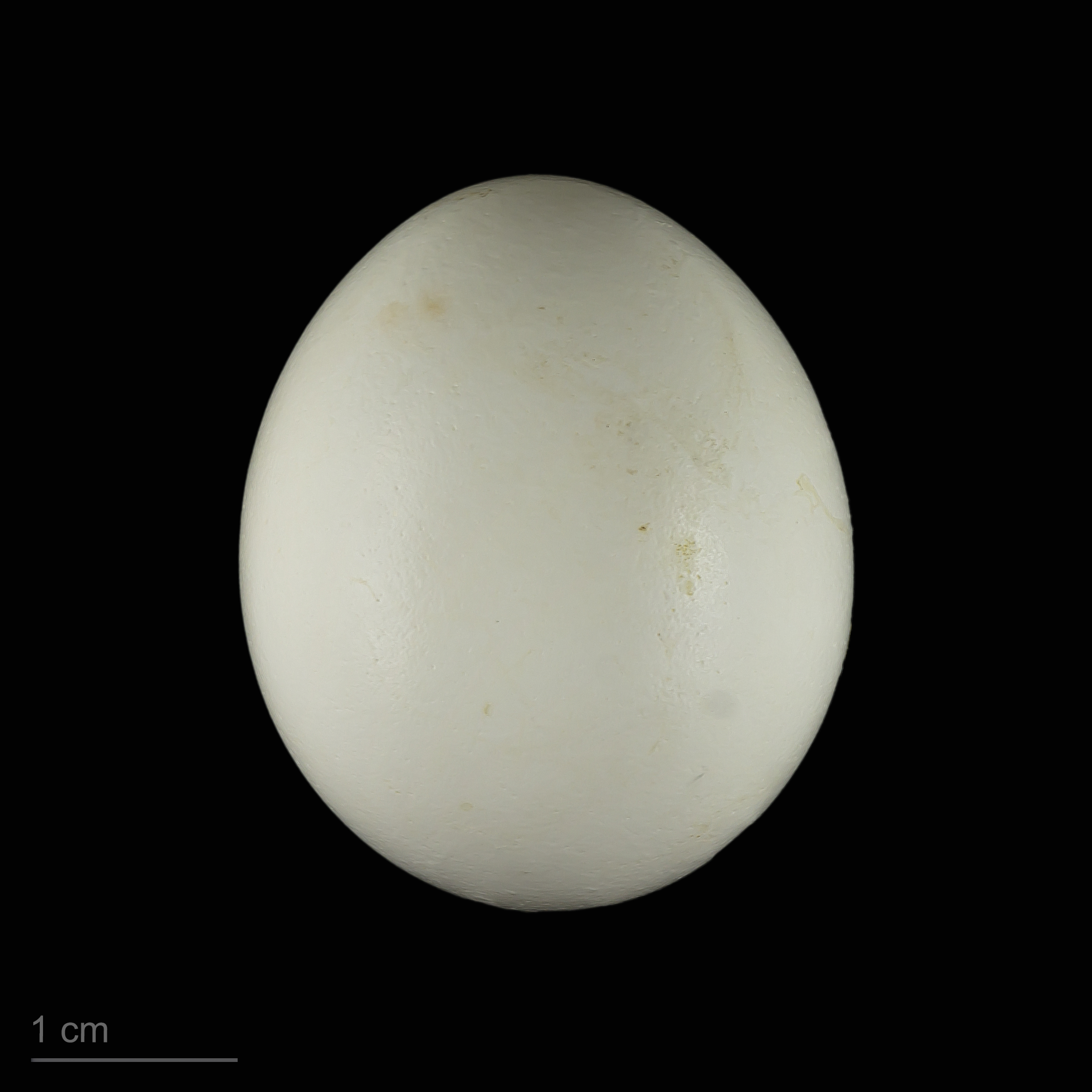
Œuf de Psittacula derbiana - Muséum de Toulouse

La Perruche de Derby (Psittacula derbiana) est une espèce d'oiseau appartenant à la famille des Psittacidae.
Cet oiseau vit dans le nord-est de l'Inde et le sud-ouest de la Chine.